# Paul Alexandrovitch de Russie
Paul Alexandrovitch Romanov (en russe, Павел Александрович Романов), né le 3 octobre 1860 à Saint-Pétersbourg et mort le 30 janvier 1919 à Petrograd, est un prince russe, membre de la dynastie Romanov, général de cavalerie de l'armée impériale de Russie.

## Famille
Sixième fils et dernier enfant de l’empereur Alexandre II de Russie et de l'impératrice, née princesse Marie de Hesse et du Rhin, il est un frère cadet du tsar Alexandre III et un des oncles du tsar Nicolas II dont il n'est l'aîné que de 8 ans. Par sa mère, née princesse de Hesse, il est un oncle « à la mode de Bretagne » de la tsarine Alexandra Feodorovna.

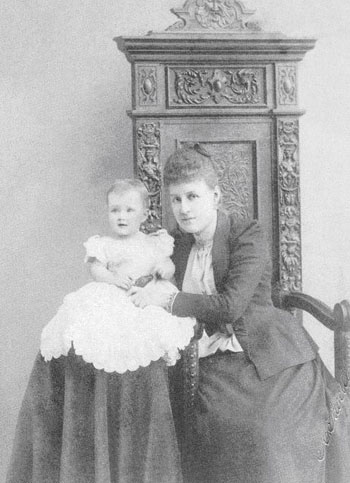
La princesse Alexandra de Grèce et sa fille Marie en (1890).

Le grand-duc Paul épouse le 17 juin 1889 à Saint-Pétersbourg, la princesse Alexandra de Grèce (1870-1891), fille du roi Georges Ier des Hellènes et d'Olga Constantinovna de Russie,
dont il a deux enfants :
- Grande-duchesse Marie Pavlovna de Russie
- Grand-duc Dimitri Pavlovitch de Russie

Devenu veuf, Paul Alexandrovitch de Russie épouse morganatiquement à Livourne le 10 octobre 1902 Olga Valerianovna Karnovitch (1865-1929), divorcée d'Erich von Pistohlkors, avec qui elle avait eu un fils Vladimir, reconnu en 1902. Elle est titrée princesse Paley en 1915.
dont il a trois enfants :
- Vladimir Pavlovitch, prince Paley
- Irina Pavlovna Paley
- Natalia Pavlovna Paley

## Biographie

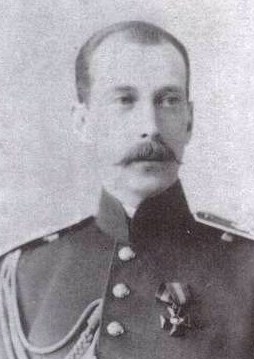
Photographie du drand-duc Paul Alexandrovitch.

### Personnalité de Paul Alexandrovitch de Russie
Le grand-duc Paul Romanov était connu comme un homme doux, pieux et accessible.

### Carrière militaire
- Cornette : (21 septembre 1860)
- Lieutenant de la Garde : 11 janvier 1874)
- Lieutenant-capitaine de la Garde : (21 septembre 1879)
- Adjudant : (1879)
- Colonel de la Garde : (24 avril 1888)
- Major-général : 30 août 1893)
- Adjudant-général : (1897-1902 puis en 1905)
- Lieutenant-général : (1898-1901)

Renvoyé de l'armée le 14 octobre 1902, réintégré le 4 février 1905.
- Adjudant-général : (4 février 1905)
- Général de cavalerie : 14 avril 1913.

### Décès d'Alexandra de Grèce
Son épouse, qui est enceinte de sept mois, chute après avoir sauté dans un bateau amarré sur les rives de la Moskova, au cours d'une promenade. Le lendemain, le travail se déclenche prématurément et le petit prince naît quelques heures après. La grande-duchesse Paul entre dans le coma et meurt six jours plus tard, le 24 septembre 1891.

### Mariage du grand-duc et d'Olga Karnovitch

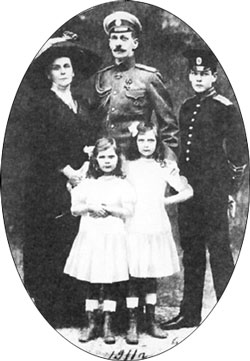
Le grand-duc Paul avec sa seconde épouse, née Olga Karnovitch, et les enfants de son second mariage (1911).

En 1893, Paul Alexandrovitch de Russie courtise l'épouse d'un de ses amis officiers, Erich von Pistohlkors. Le ménage Pistolkhors finit par divorcer en 1902, alors qu'il est séparé depuis plusieurs années, et le grand-duc Paul demande à l'empereur l'autorisation d'épouser sa maîtresse avec laquelle il a eu un fils quatre ans auparavant, mais la demande lui est refusée.
Le couple est exilé et s'enfuit de Russie pour s'installer à Paris. Ils se marient le 10 octobre 1902, dans une église orthodoxe de Livourne, en Italie. Cette union provoque un scandale à la Cour impériale, et le grand-duc est relevé de ses fonctions militaires, ses biens lui sont confisqués, et son frère Serge est nommé tuteur de ses deux enfants Marie et Dimitri. En 1904, le gouvernement bavarois accorde à Olga Valerianovna le titre de comtesse de Hohenfelsen.
Le ménage vit de nombreuses années d'exil en France à Boulogne-sur-Seine avec leurs trois enfants : Vladimir, Irène et Nathalie. Finalement Nicolas II les gracie et en 1915, accorde à Olga Valerianovna et à ses enfants le titre de prince et princesses Paley, avec le prédicat d'altesse sérénissime.

### Première Guerre mondiale
Lors de la Première Guerre mondiale, Paul Alexandrovitch de Russie reçoit le commandement du 1er corps d'armée de la Garde impériale, puis est transféré au quartier général (Moguilev) de Nicolas II. En 1917, le grand-duc tente de convaincre le couple impérial d'octroyer une constitution à la Russie, mais ses efforts échouent. C'est un des rares membres de la famille impériale à rester proche de la tsarine Alexandra, malgré l'aversion qu'elle avait de la princesse Paley.

### Révolution russe
Après la prise du pouvoir par les Bolchevicks, Paul Alexandrovitch de Russie et sa famille sont confrontés à de terribles épreuves. Leurs biens sont confisqués, et ils vivent sous la constante pression des révolutionnaires. En 1918, leur fils, le jeune prince Paley est arrêté et exilé dans l'Oural. Il est jeté le 18 juillet 1918 dans un puits de mine près d'Alapaïevsk. Sa tante la grande-duchesse Élisabeth et d'autres personnes de la famille sont également jetés avec lui dans ce puits, ainsi que des proches.
En août 1918, le grand-duc Paul est arrêté à son tour et emprisonné à Saint-Pétersbourg. Son état de santé, déjà déficient, s'aggrave. La princesse Paley tente à maintes reprises de faire libérer son époux, en vain.

### Assassinat et inhumation
Le 29 janvier 1919, le grand-duc Paul est transféré à la forteresse Saint-Pierre-Saint-Paul. Aux premières heures de la journée du 30 janvier, il est fusillé sur sa civière, en même temps que ses cousins les grands-ducs Dimitri, Georges Mikhaïlovitch et Nicolas Nikolaïevitch. Leurs assassinats auraient été décidés par Grigori Zinoviev, alors président du soviet de Pétrograd, en représailles aux meurtres en Allemagne des révolutionnaires spartakistes Karl Liebknecht et Rosa Luxemburg, le 15 janvier .
Le grand-duc Paul et ses cousins sont inhumés en secret dans une fosse commune sous une dalle de béton dont le lieu reste inconnu à ce jour. Après l'exécution du grand-duc, son épouse demande le corps de son défunt époux, mais les bolchéviques refusent.
Il a été réhabilité par une résolution du bureau du procureur général de la fédération de Russie du 9 juin 1999.

## Les restes du grand-duc Paul Alexandrovitch de Russie probablement retrouvés

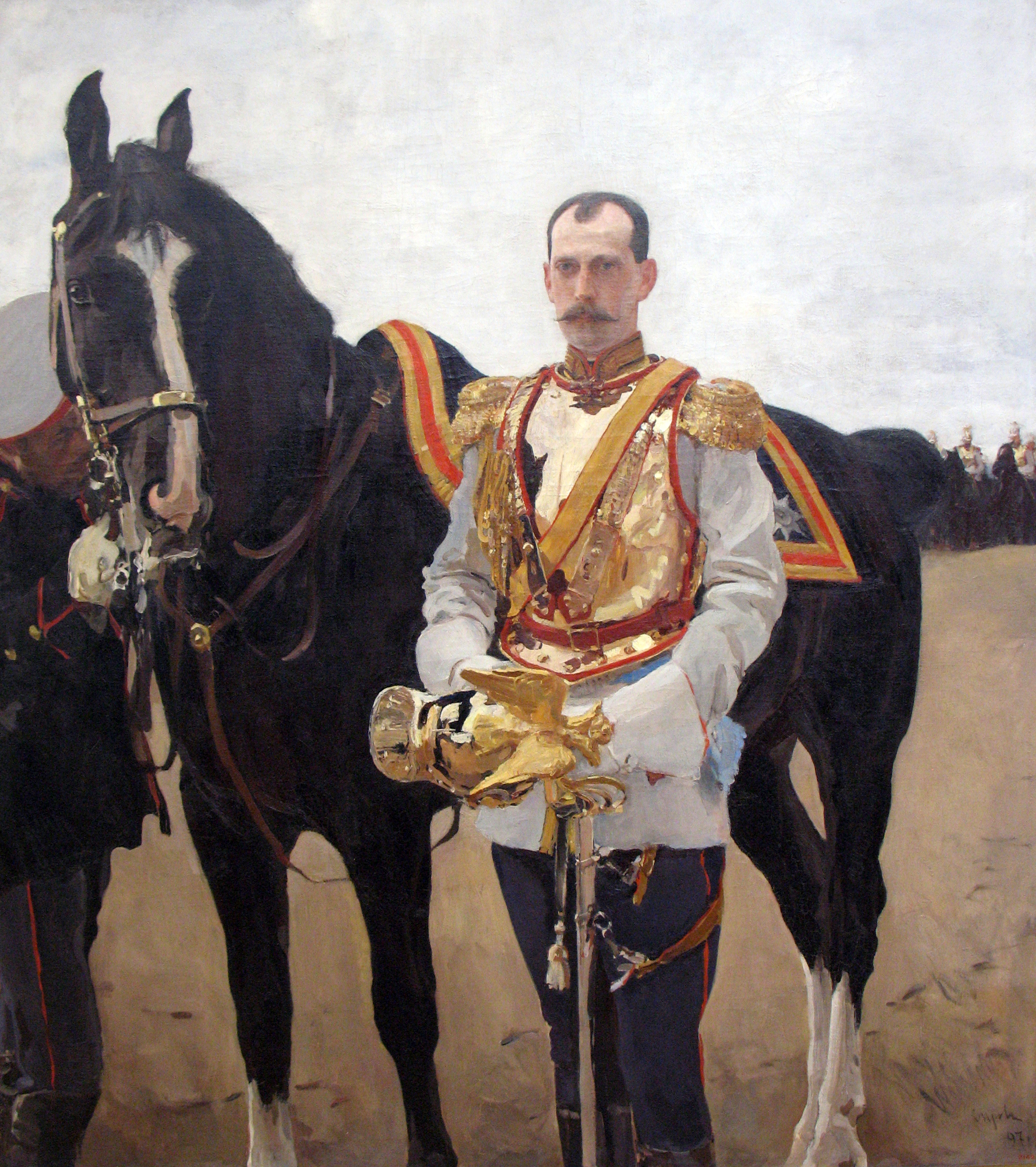
Le grand-duc Pavel Alexandrovitch de Russie (1897).

En 2007, au cours de travaux entrepris dans l'enceinte de la forteresse Pierre-et-Paul, le hasard a permis de mettre au jour des ossements humains. Encouragé par cette découverte, l'archéologue russe, Vladimir Kildiouchevski dirigeant les fouilles a déclaré : « Selon des témoignages sûrs, quatre grands-ducs Romanov ont été exécutés en 1919 dans la forteresse Pierre-et-Paul. Les restes de Georgui Mikahïlovitch, Nikolaï Mikhaïlovitch, et Pavel Alexandrovitch se trouvent probablement parmi ceux que nous avons trouvés ». L'archéologue mandaté par le musée d'Histoire de la ville de Saint-Pétersbourg déclare : « Aujourd'hui nous essayons de déterminer qui exactement a été exécuté ici et il faut continuer les recherches ». Toutefois, l'archéologue russe émet des regrets concernant ces fouilles, car, faute de moyens, celles-ci sont actuellement interrompues.
Au cours de ces fouilles dans l'enceinte de la forteresse Pierre-et-Paul, six fosses communes ont été mises au jour, les ossements humains découverts en 2007 dateraient des années 1917-1919. Dans ces six fosses communes, une centaine de squelettes humains ont été dénombrés, les plus jeunes des suppliciés seraient âgés de seize ans. L'archéologue déclara : « Toutes les victimes ont été exécutées d'une balle dans la tête et les corps ont été jetés en vrac dans les fosses. Sur certains crânes, il y a des traces particulières, comme si on les avait achevés d'un coup de crosse ».

## Généalogie

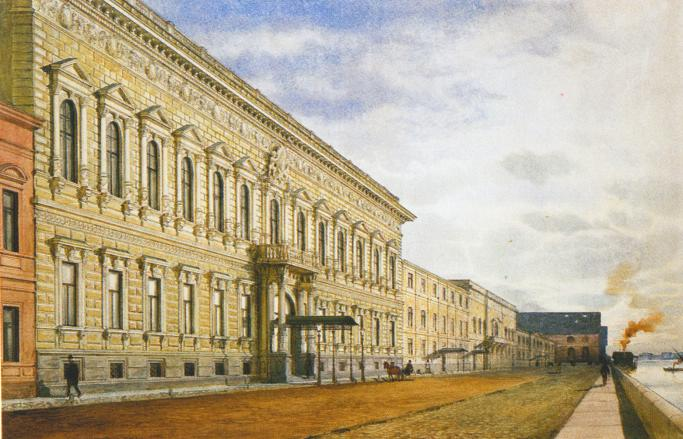
Façade donnant quai des Anglais de l'hôtel particulier du grand-duc Paul avant son exil, ancienne demeure du baron von Stieglitz.

Paul Alexandrovitch de Russie appartient à la première branche de la Maison d'Oldenbourg-Russie (Holstein-Gottorp-Romanov), issue de la première branche de la Maison d'Holstein-Gottorp, elle-même issue de la première branche de la Maison d'Oldenbourg. Il est le grand-père du prince Michel.

## Distinctions
- Ordre de Saint-André (1860)
- Ordre d'Alexandre Nevski (1860)
- Ordre de Sainte-Anne ( 1re classe) (1860)
- Ordre de l'Aigle blanc (1865)
- Ordre de Saint-Stanislas (1re classe) (1865)
- Ordre de Saint-Vladimir (4e classe) (1887)
- Ordre de Saint-Vladimir (3e classe) (1894)
- Ordre de Saint-Vladimir (2e classe) (1896)
- Ordre de Saint-Georges (4e classe) (23 novembre 1916).

## Héritage
Pour commémorer la naissance du grand-duc Paul Alexandrovitch de Russie, la ville kazakhe de Koïakovsky a été rebaptisée du nom de Pavlodar (don de Paul).